# Jan Sneva
Jan J. Sneva (født 17. august 1953) er en amerikansk tidligere racerkører, der især gjorde sig gældende i løb for små biler, men som også havde enkelte optrædener i store racerbiler.
Han er den yngste af tre brødre, der alle har kørt racerbil; den ældste, Tom Sneva, vandt Indianapolis 500 i 1983. Hertil forsøgte Jan Sneva to gange at kvalificere sig, men uden held. Den mellemste bror, Jerry Sneva, har også kørt Indianapolis 500.